# Menin-Kemmel-Menin
Menin-Kemmel-Menin (en néerlandais : Menen-Kemmel-Menen) est une course cycliste belge qui se déroule au mois de juillet. Elle met aux prises uniquement des coureurs juniors (17/18 ans) et est classée 1.1J au calendrier de l'Union cycliste internationale.

## Palmarès depuis 2002
| Année     | Vainqueur         | Deuxième               | Troisième               |
| --------- | ----------------- | ---------------------- | ----------------------- |
| 2002      | Matti Breschel    | Dirk Bellemakers       | Stijn Neirynck          |
| 2003      | Mike Alloo        | Efraim Ester           | Egon van Kessel         |
| 2004      | Nick Mertens      | Ken Devos              | Jonas Decouttere        |
| 2005      | Jérémy Honorez    | Steven Van Cauteren    | Niki Østergaard (en)    |
| 2006      | Jan Ghyselinck    | Laurent Vanden Bak     | Brecht Dhaene           |
| 2007      | Thomas Chamon     | Kirill Pozdnyakov      | Bradley Potgieter       |
| 2008      | Valentin Ghilbert | Tim De Troyer          | Kevin Callens           |
| 2009      | Joeri Stallaert   | Ludwig Laffilé         | Niels Reynvoet          |
| 2010      | Jasper Baert      | Florian Sénéchal       | Jens Wallays            |
| 2011      | Amaury Capiot     | Paco Ghistelinck       | Daan Myngheer           |
| 2012      | Caleb Ewan        | Dylan Kowalski         | Bradley Linfield        |
| 2013      | Guillaume Seye    | Julien Van Haverbeke   | Gill Meheus             |
| 2014      | Magnus Bak Klaris | Julian Mertens         | Douwe Daatselaar        |
| 2015      | Jarno Mobach      | Ramon van Bokhoven     | Bram Welten             |
| 2016      | Lothar Verhulst   | Tom Vandermosten       | Gilles Borra            |
| 2017      | Maikel Zijlaard   | Daan Hoole             | Gilles De Wilde         |
| 2018      | Rick Pluimers     | Bastien Lechantre      | Daan Hoeks              |
| 2019-2020 | Pas organisé      | Pas organisé           | Pas organisé            |
| 2021      | Job Boontjes      | Frank Aron Ragilo      | Lauri Tamm              |
| 2022      | Will Smith        | Warre Van den Merssche | Sjoerd te Nijenhuis     |
| 2023      | Milan De Ceuster  | Erazem Valjavec        | Halvor Utengen Sandstad |
| 2024      | Stan Craps        | Oscar Loy              | Stefano Ganini          |
| 2025      | Witse Bertels     | Lowie Baeck            | Joonas Puuraid          |